# Trilema de Rodrik
El Trilema de Rodrik es una teoría político-económica postulada por el economista Dani Rodrik en su libro La paradoja de la globalización. El enunciado plantea una coyuntura tripartita frente al contexto de globalización, según la cual las sociedades (o estados) no pueden optar al mismo tiempo por:
1. Sostener altos niveles de globalización económica.
2. Soberanía nacional.
3. Democracia.

Según Rodrik, al intentar elevar los niveles de dos de cualquiera de los tres factores mencionados, el tercero restante tiende a resentirse y, por tanto, verse afectado negativamente; situación que crea un trilema. Como solución, Rodrik plantea que los Estados deben, necesariamente, renunciar a una de las alternativas.